# Полотняная фабрика Тамеса (Хамовная слобода)
Полотняная фабрика Тамеса — текстильная фабрика, существовавшая в начале XVIII в Хамовной слободе.
Фабрика была расположена по современному адресу: Комсомольский проспект, 18-23

## История
Фабрика появилась благодаря Петру I, который хотел развивать отрасли, связанные с военным производством. Именно он основал первое предприятие в Хамовниках в помещениях, конфискованных у Лопухиных.
В 1707 году фабрика начала работу, но приносила только убытки, поэтому через некоторое время Петр в 1718 году передал фабрику Ивану Тамесу, чтобы наладить производство ткани и полотна, не уступающие иностранным. За помощь Тамеса и его компаньонов освободили от службы, от постойной повинности, от торговых пошлин сроком на пять лет.
Существует мнение, что Иван Тамес был сыном гравера Павла Тамеса, одного из иностранцев, которые приехали в Россию по просьбе Петра I во время «великого посольства» в 1697—1698 годах.
Полотняная фабрика Тамеса долго оставалась крупнейшей в Москве: в 1720 году она представляла собой ткацкие и прядильные отделения, расположенные в Белом городе, в Малом Знаменском переулке, в Хамовниках. На предприятии работали 841 человек, а количество станков достигало 443. В 1720 году Тамес купил несколько соседних зданий в Хамовниках, и с 1725 года стал единственным хозяином фабрики.
Иностранец Берхгольц, побывавший в 1722 году на этой фабрике, оставил её краткое описание. По его словам, фабрика вырабатывала почти все сорта полотна, от грубого до самого тонкого; ткани для скатертей и салфеток; тонкий и толстый тик; ткани для камзолов, цветные носовые платки и многое другое. Фабрика имела несколько лавок в Москве для продажи изделий и, кроме того, отправляла большое их количество за границу.
В 1729 году после смерти Тамеса предприятие перешло в руки его сына Ивана. В 1752—1753 годах он значительно расширил фабрику, выкупив дополнительные помещения. В 1775 году полотняная фабрика Тамеса была самой крупной в Москве: на 259 станках работало 283 человека, в то время как на фабрике Афанасия Гончарова у Яузских ворот было всего 10 станков и 9 рабочих.
В конце XVIII века предприятие Тамеса разорилось. Наследники были вынуждены её продать. В 1802 году участок, фабрика, станки и оборудование и крепостные крестьяне стали принадлежать казне. Оборудование и крестьяне были перепроданы купцам Колокольникову и Грачеву и продолжили работать уже на их фабриках. Дом, когда-то принадлежавший Тамесу, перестроили под Хамовнические казармы.